# Stara voda (Iška)
Stara voda je pritok potoka Zala, ki je levi pritok reke Iške. Ta se nato na Ljubljanskem barju izliva v Ljubljanico.